# Ноборидзато, Кёхэй
Кёхэй Ноборидзато (яп. 登里 享平 Ноборидзато Кё:хэй, 13 ноября 1990, Хигасиосака, Осака) — японский футболист, выступающий в Джей-лиге за клуб «Кавасаки Фронтале».

## Карьера
Учился и тренировался в старшей школе «Кагава Ниси», после окончания которой подписал контракт с клубом «Кавасаки Фронтале». Дебютировал в Джей-лиге 20 июня 2009 года в матче 14 тура против клуба «Оита Тринита». Забил первый гол в Джей-лиге 25 октября 2009 года в матче 30 тура против клуба «Санфречче Хиросима», а за минуту до своего гола, ассистировал партнёру по команде Кэнго Накамуре.

## Клубная статистика
Последнее обновление: 13 марта 2011
| Клубная карьера | Клубная карьера   | Клубная карьера | Чемпионат | Чемпионат | Кубок            | Кубок            | Кубок лиги      | Кубок лиги      | Континент | Континент | Всего | Всего |
| Сезон           | Клуб              | Лига            | Матчи     | Голы      | Матчи            | Голы             | Матчи           | Голы            | Матчи     | Голы      | Матчи | Голы  |
| Япония          | Япония            | Япония          | Чемпионат | Чемпионат | Кубок императора | Кубок императора | Кубок Джей-лиги | Кубок Джей-лиги | Азия      | Азия      | Всего | Всего |
| --------------- | ----------------- | --------------- | --------- | --------- | ---------------- | ---------------- | --------------- | --------------- | --------- | --------- | ----- | ----- |
| 2009            | Кавасаки Фронтале | Джей-лига       | 2         | 1         | 2                | 0                | 1               | 0               | 0         | 0         | 5     | 1     |
| 2010            | Кавасаки Фронтале | Джей-лига       | 9         | 0         | 1                | 0                | 0               | 0               | 6         | 0         | 16    | 0     |
| 2011            | Кавасаки Фронтале | Джей-лига       | 1         | 1         | 0                | 0                | 0               | 0               | -         | -         | 1     | 1     |
| За всё время    | За всё время      | За всё время    | 12        | 2         | 3                | 0                | 1               | 0               | 6         | 0         | 22    | 1     |